# Рагби лига клуб Морава Гепарди Лесковац
Омладински Рагби Лига Клуб Морава Гепарди Лесковац је рагби лига (рагби 13) клуб из Лесковаца.

## Историја

### Оснивање
Омладински рагби клуб Морава Гепарди Лесковац основан је октобра 2005. године у Лесковцу од стране дугогодишњег рагби радник Миливоја Мише Стаменковића, који се преселио из родног Београда у Лесковац. Прву утакмицу су имали у октобру 2005. године против рагби клуба Крушевац у конкуренцији кадета и који су том прилом поразили тим из Крушевца. Свој највећи успех клуб је остварио освајањем Куп Србије у категорији петлића и кадета. Омладински Рагби Клуб Морава Гепарди 2011. године прелази да игра рагби лигу и постаје Омладински рагби лига Клуб Морава Гепарди. 

## Клупски успеси
Рагби Куп Србије, петлићи и кадети
Првак (1): 2005